# Campeonato mundial A de hockey patines masculino de 1949
El V Campeonato mundial de hockey sobre patines masculino y XV  Campeonato europeo se celebró en Lisboa, Portugal, entre el 28 de mayo y el 3 de junio de 1949. 
En el torneo participaron las selecciones de 8 países incluidos en un único grupo.
El vencedor del torneo, disputado por el método de liguilla fue la selección de Portugal. La segunda plaza fue para la selección de España y la medalla de Bronce para la selección de Italia.

## Equipos participantes
Las 8 selecciones nacionales participantes del torneo son de Europa.
| Bélgica      |
| España       |
| Francia      |
| Inglaterra   |
| Italia       |
| Países Bajos |
| Portugal     |
| Suiza        |

## Torneo
| Equipo       | Pts | PJ | PG | PE | PP | GF | GC | DG  |
| ------------ | --- | -- | -- | -- | -- | -- | -- | --- |
| Portugal     | 14  | 7  | 7  | 0  | 0  | 39 | 8  | +31 |
| España       | 10  | 7  | 5  | 0  | 2  | 30 | 19 | +11 |
| Italia       | 9   | 7  | 4  | 1  | 2  | 35 | 18 | +17 |
| Bélgica      | 7   | 7  | 3  | 1  | 3  | 19 | 13 | +6  |
| Inglaterra   | 6   | 7  | 2  | 2  | 3  | 21 | 23 | -2  |
| Francia      | 5   | 7  | 2  | 1  | 4  | 25 | 32 | -7  |
| Suiza        | 5   | 7  | 2  | 1  | 4  | 22 | 29 | -7  |
| Países Bajos | 0   | 7  | 0  | 0  | 7  | 5  | 54 | -49 |

- Resultados

| Fecha    | Partido      | Partido | Partido      | Resultado |
| -------- | ------------ | ------- | ------------ | --------- |
| 28.05.49 | Países Bajos | -       | Italia       | 0-12      |
| 28.05.49 | España       | -       | Suiza        | 2-0       |
| 28.05.49 | Inglaterra   | -       | Francia      | 1-5       |
| 28.05.49 | Portugal     | -       | Bélgica      | 3-1       |
| 29.05.49 | Bélgica      | -       | Francia      | 2-2       |
| 29.05.49 | Países Bajos | -       | Inglaterra   | 0-7       |
| 29.05.49 | Italia       | -       | Suiza        | 7-3       |
| 29.05.49 | Portugal     | -       | España       | 6-2       |
| 30.05.49 | España       | -       | Países Bajos | 9-0       |
| 30.05.49 | Italia       | -       | Bélgica      | 1-3       |
| 30.05.49 | Inglaterra   | -       | Suiza        | 3-3       |
| 30.05.49 | Portugal     | -       | Francia      | 8-1       |
| 31.05.49 | España       | -       | Inglaterra   | 5-2       |
| 31.05.49 | Italia       | -       | Francia      | 5-1       |
| 31.05.49 | Bélgica      | -       | Países Bajos | 4-0       |
| 31.05.49 | Portugal     | -       | Suiza        | 3-0       |
| 01.06.49 | Países Bajos | -       | Suiza        | 2-8       |
| 01.06.49 | España       | -       | Francia      | 8-6       |
| 01.06.49 | Bélgica      | -       | Inglaterra   | 1-3       |
| 01.06.49 | Portugal     | -       | Italia       | 5-2       |
| 02.06.49 | Francia      | -       | Suiza        | 5-6       |
| 02.06.49 | Bélgica      | -       | España       | 1-2       |
| 02.06.49 | Inglaterra   | -       | Italia       | 4-4       |
| 02.06.49 | Portugal     | -       | Países Bajos | 9-1       |
| 03.06.49 | Francia      | -       | Países Bajos | 5-2       |
| 03.06.49 | Suiza        | -       | Bélgica      | 2-7       |
| 03.06.49 | España       | -       | Italia       | 2-4       |
| 03.06.49 | Portugal     | -       | Inglaterra   | 5-1       |

## Clasificación final
| 1. Portugal     |
| 2. España       |
| 3. Italia       |
| 4. Bélgica      |
| 5. Inglaterra   |
| 6. Suiza        |
| 7. Francia      |
| 8. Países Bajos |